# Pentecamenta subcostata
Pentecamenta subcostata är en skalbaggsart som beskrevs av Hermann Julius Kolbe 1913. Pentecamenta subcostata ingår i släktet Pentecamenta och familjen Melolonthidae. Inga underarter finns listade i Catalogue of Life.